# Municipio de Penn (Kansas)
El municipio de Penn (en inglés: Penn Township) es un municipio ubicado en el condado de Osborne en el estado estadounidense de Kansas. En el año 2010 tenía una población de 120 habitantes y una densidad poblacional de 1,01 personas por km².

## Geografía
El municipio de Penn se encuentra ubicado en las coordenadas 39°25′57″N 98°40′23″O / 39.43250, -98.67306. Según la Oficina del Censo de los Estados Unidos, el municipio tiene una superficie total de 119.34 km², de la cual 119,28 km² corresponden a tierra firme y (0,05 %) 0,06 km² es agua.

## Demografía
Según el censo de 2010, había 120 personas residiendo en el municipio de Penn. La densidad de población era de 1,01 hab./km². De los 120 habitantes, el municipio de Penn estaba compuesto por el 100 % blancos. Del total de la población el 0,83 % eran hispanos o latinos de cualquier raza.